# بركة المسيح (رافائيل)
نعمة المسيح أو بركة المسيح (بالإيطالية: Cristo benedicente)‏ هي لوحة زيتية على الخشب للفنان الإيطالي رافائيل من عصر النهضة، نُفذت حوالي عام 1500-1504. منذ عام 1851 توجذو في متحف بيناكوتيكا توسيو مارتينينغو، بريشيا، إيطاليا.
تتميز ملامح المسيح بتشابه ملحوظ مع إحدى الصور الذاتية لرافائيل، مما يعكس أسلوبه الفني الفريد ويبرز تأثيره على تصوير الشخصيات الدينية.

## ملحوظات
1. ↑  Rosenberg 1906، صفحة 2.
2. ↑  Pierluigi 2002.